# 华南理工大学材料科学与工程学院
华南理工大学材料科学与工程学院（简称：华工材料学院）是华南理工大学下属的工科学院，成立于1995年1月，其历史可追溯至1950年代。材料学院是华工规模较大的学院之一，设有6个系和4个研究所，在2020年共有教职工293人，各类在校学生总数3,185人。

## 历史沿革

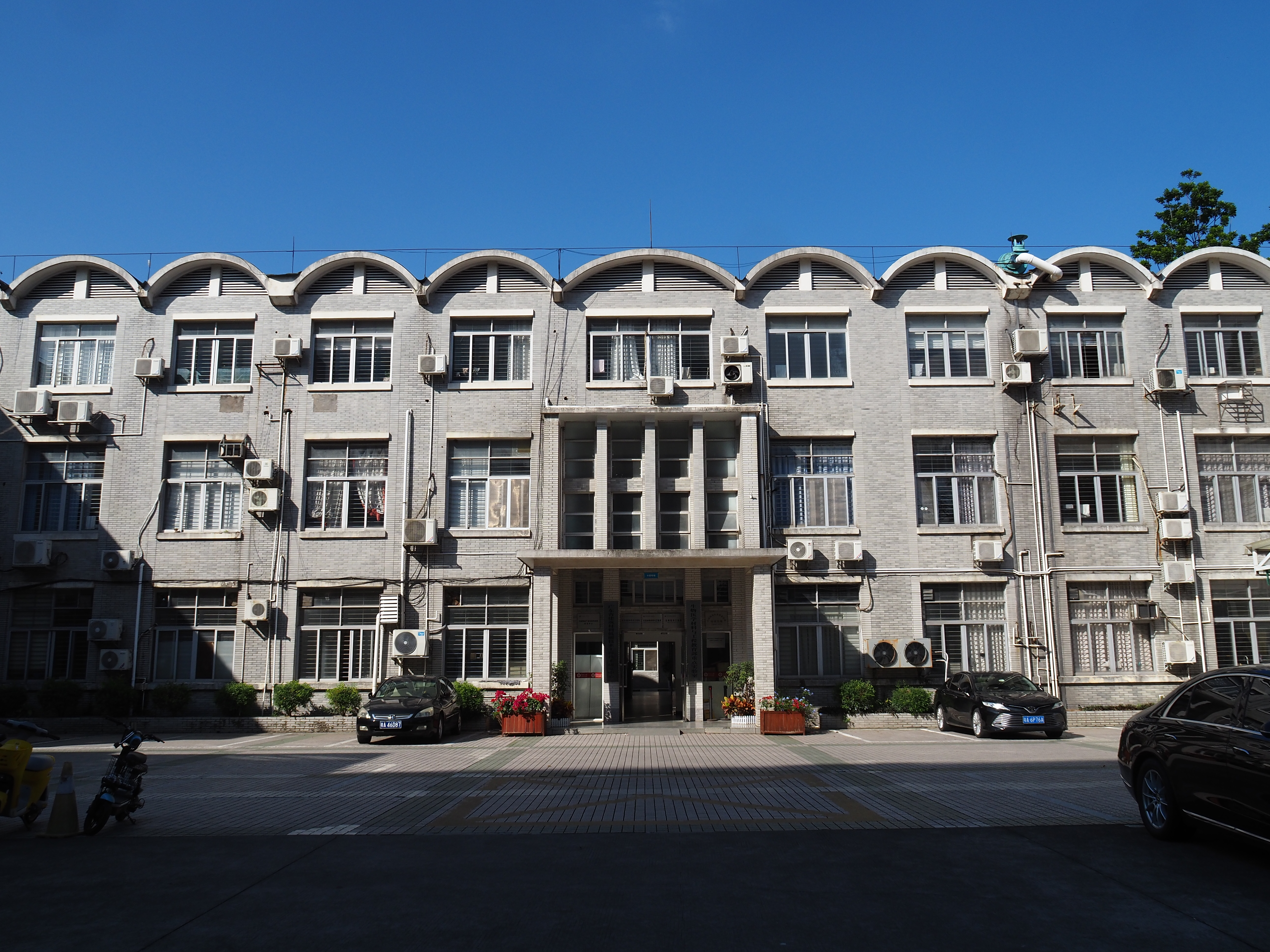
材料学院部分系所在的14号楼为华南工学院化工系楼旧址，其在2014年公布为广州市历史建筑

材料学院成立于1995年1月，其是在原华南工学院相关学科专业基础上发展起来的，其历史可以追溯到1950年代。1952年华南工学院成立，吸收了中山大学工学院、广东工业专科学校和其他部分学校相关的化工类学科，并开设中国大陆首个橡皮专业和全国最早第一批硅酸盐专业；1958年开设全国第一批高分子化工和化学纤维专业，1959年又建立了全国首个电子陶瓷专业。1978年经教育部批准成立全国首个材料科学研究所；2008年学校学院学科调整，原机械工程学院材料科学与技术研究所和原物理学院材料物理与化学学科并入；2012年，原生物科学与工程学院的生物医学工程系转至本学院，形成了现在的规模。2015年，入选教育部高校国际化示范学院推进计划试点单位，并在次年成立先进材料国际化示范学院。

## 组织机构

### 学院领导
截至2022年11月，学院的领导组成为：
- 党委书记：孟勋
- 院长：郭宝春
- 副院长：欧阳柳章、苏仕健、税安泽、吴刚、李碧梅
- 党委副书记：彭树立

### 系所
| - 高分子材料科学与工程系 - 无机材料科学与工程系 - 金属材料科学与工程系 - 电子材料科学与工程系 - 生物医学工程系 - 光电材料与器件系 | - 材料科学研究所 - 高分子光电材料及器件研究所 - 高分子研究所 - 光通信材料研究所 |

### 院内组织
| - 学院学术分委员会 - 学院党委 - 学院纪委 | - 学位评定分委员会 - 本科教学指导分委员会 - 学院工会、教代会 |

## 学术科研

### 学科设置
截至2020年2月，材料学院共有如下的博士后流动站、研究生学位授权点和本科专业：
- 博士後流动站：材料科学与工程、生物医学工程
- 博士、硕士学位授权点：
  - 一级学科：材料科学与工程、生物医学工程
  - 二级学科：高分子化学与物理、微电子学与固体电子学
- 工程博士授权点：电子与信息、能源与环保
- 工程硕士授权点：材料工程、生物医学工程
- 本科专业：高分子材料与工程、材料科学与工程、材料化学、电子科学与技术（电子材料与元器件）、光电信息科学与工程（光电器件）

其中，材料科学与工程是国家重点学科，其在2016年进入基本数据指标库（ESI）全球排名前1‰，并在2017年入选“双一流”学科建设名单；生物医学工程和高分子化学与物理为省级重点学科；高分子材料与工程、材料科学与工程和光电信息科学与工程（光电器件）为教育部高等学校特色专业，材料科学与工程和高分子材料与工程为国家级一流本科专业建设点，生物医学工程为省级一流本科专业建设点。

### 科研平台
截至2020年2月，材料学院共有如下的科研平台：

| - 国家重点实验室 - 发光材料与器件国家重点实验室 - 教育部重点实验室 - 生物医学材料与工程教育部重点实验室 - 教育部国际合作联合实验室 - 先进功能材料国际合作联合实验室 - 广东省重点实验室 - 广东省高性能与功能高分子材料重点实验室 - 广东省生物医学工程重点实验室 - 广东省先进储能材料重点实验室 - 广东省光纤激光材料与应用技术重点实验室 - 广东省分子聚集发光重点实验室 | - 广东普通高校重点实验室 - 高性能橡胶塑料与复合材料广东普通高校重点实验室 - 清洁能源材料广东普通高校重点实验室 - 广东省工程实验室 - 广东省印刷OLED材料及显示技术工程实验室 - 广东省工程技术研究开发中心 - 广东省功能材料工程技术研究开发中心 - 广东省人体组织功能重建工程技术研究开发中心 - 广东省特种光纤材料与器件工程技术研究开发中心 | - 国家工程技术研究中心 - 国家人体组织功能重建工程技术研究中心 - 广东省工程技术研究中心 - 广州纳米生物材料与技术工程研究中心 - 广州市平板显示行业工程技术研究中心 - 广东省建筑材料低碳技术工程技术研究中心 - 广东省电子封装材料与可靠性工程技术研究中心 - 广东省半导体照明与信息化工程技术研究中心 - 广东省先进储能材料工程技术研究中心 - 广东省金属材料表面功能化工程技术研究中心 - 广东省柔性OLED显示工程技术研究中心 |

## 知名校友
- 政界
  - 李竟先（1973级本科陶瓷专业、1987级硕士、1999级博士材料学专业）：广东中华职业教育社常务副主任，民盟中央常委、广东省委专职副主委兼秘书长，曾任华工材料学院副院长[14]
  - 郭元强（1999级博士材料学专业）：江苏省省委常委、省委秘书长、省委省级机关工委书记，曾任广东省商务厅厅长、中共珠海市委书记[15]
  - 周健儿（2006届博士无机非金属材料专业）：江西省人大常委、教科文卫委员会副主任委员，曾任景德镇陶瓷学院院长
- 业界
  - 张海明（1972级本科无机化工专业、1978级硕士材料科学与工程专业）：美国AEM控股集团董事长，AEM科技（苏州）有限公司董事长[16]
  - 刘志江（1977级本科胶凝材料专业）：曾任天津水泥工业设计研究院院长、中国中材集团有限公司总经理、中国建材集团有限公司党委书记、副董事长[17]
  - 吴耀根（1978级本科、1983年硕士高分子材料专业）：佛山佛塑科技集团股份有限公司党委副书记、总工程师，佛山市金辉高科光电材料有限公司董事长
  - 黄建平（1981级本科陶瓷专业）：广东唯美陶瓷有限公司董事长兼总裁，中国建筑卫生陶瓷协会副会长[18]
  - 郝镇熙（1987级本科电子材料与元器件专业）：珠海和佳医疗设备股份有限公司董事长兼总裁
- 学界
  - 姜中宏（1953届本科）：无机非金属材料专家，中国科学院院士，华工材料学院光电通讯材料所所长[19]
  - 王迎军（1975级本科、1978级硕士、1997届博士无机非金属材料专业）：生物材料科学与工程专家，中国工程院院士，华南理工大学国家人体组织功能重建工程技术研究中心主任，中国生物材料学会理事长；曾任华南理工大学校长、党委书记[20]
  - 唐本忠（1977级本科高分子专业）：高分子化学家，中国科学院院士，香港科技大学讲座教授[21]
  - 刘长发（1977级本科胶凝材料专业）：中国建筑材料工业规划研究院院长
  - 董绍明（1980级本科、1984级硕士高分子专业）：无机非金属材料专家，中国工程院院士，中国科学院上海硅酸盐研究所研究员[22]
  - 黄勇（1994级博士高分子材料专业）：中国科学院理化技术研究所党委书记、副所长
  - 胡社军（1999级博士材料科学与工程专业）：材料科学专家，广东技术师范大学天河学院院长；曾任华南师范大学党委书记、副校长，广东工业大学副校长，五邑大学党委副书记、校长[23]